# Estação Park Cultury (metro de Moscovo, linha Socolhnitcheskaia)
Park Cultury (em russo:  Парк культу́ры) é uma das estações da linha Socolhnitcheskaia (Linha 1) do Metro de Moscovo, na Rússia. Estação «Park Cultury» está localizada entre as estações «Frunzenskaia» e «Kropotkinskaia».